# Сапожников, Юрий Владимирович
Юрий Владимирович Сапожников — российский врач и политический деятель, Глава города Вологды с 26 сентября 2016 по 24 ноября 2017 года, председатель Вологодской городской Думы с 2013 по 2016 год.
Женат. Дочь Елизавета учится в школе.

## Биография
Юрий Сапожников родился 20 сентября 1975 года в Вологде. Окончил школу № 8 города Вологды. В 1998 году окончил ЯГМА по специальности «Лечебное дело». Трудовую деятельность начинал в качестве ординатора кафедры хирургии ЯГМА.
С 2000 по 2009 годы — врач-хирург, заведующий хирургическим отделением, заместитель главного врача по лечебной работе муниципального учреждения здравоохранения «Вологодская городская поликлиника № 3». Под его руководством в городской поликлинике № 3 успешно внедрялись современные методы лечения, применяемые в амбулаторной хирургии. В 2003 году получил квалификацию кандидата медицинских наук. В научной литературе опубликовано 46 работ Сапожникова по сердечно-сосудистой и амбулаторной хирургии.
До 1 января 2009 года Юрий Сапожников также был директором частной медицинской клиники «Авиценна» в Вологде, одновременно являясь её владельцем. В 2016 году он заявил газете «Премьер», что клинику не продавал и не помнит, как сменился её собственник.
С 2009 по 2010 годы Юрий Сапожников был начальником управления здравоохранения, с 2010 по 2012 годы — заместителем Главы города Вологды и начальником департамента гуманитарной политики Администрации города Вологды.
Одной из решаемых задач во время работы в управлении здравоохранения стало введение электронной записи на приём к врачам. На 2011 год был запланирован запуск единого городского портала для записи к врачам. Позднее проект был реализован на областном уровне для всех учреждений региона.
В период руководства департаментом произошла передача полномочий в сфере здравоохранения с муниципального на региональный уровень. Это связано с принятием в 2011 году соответствующего федерального закона. Передача объектов здравоохранения в ведение области завершилась во втором полугодии 2012 года, в связи с чем было ликвидировано управление здравоохранения.

### Председатель городской Думы
На дополнительных выборах в Вологодскую городскую Думу 14 октября 2012 года избран депутатом Вологодской городской Думы V созыва по избирательному округу № 30. Уже тогда циркулировала информация о том, что в будущем он станет председателем. В качестве причины перехода в депутаты Сапожников позднее назвал то, что «процесс передачи здравоохранения области был завершён».
С октября 2012 года — первый заместитель Председателя Вологодской городской Думы. 26 сентября 2013 года Юрий Сапожников избран председателем Вологодской городской Думы после ухода в Общественную палату Вологодской области прежнего председателя Игоря Степанова.
На выборах 14 сентября 2014 года Сапожников был вновь избран депутатом Вологодской городской Думы VI созыва по избирательному округу № 1. 22 сентября 2014 года на первой установочной сессии был единогласно переизбран на пост председателя Вологодской городской Думы VI созыва (2014—2019). Входит в состав постоянного комитета Вологодской городской Думы по бюджету и налогам. Член партии «Единая Россия», член политического совета и Президиума Регионального отделения политической партии «Единая Россия», руководитель фракции политической партии «Единая Россия» в Вологодской городской Думе.
Летом, после выдвижения действующего главы города Евгения Шулепова в депутаты госдумы, Юрий Сапожников заявил, что новым руководителем исполнительного органа местного самоуправления должен стать «вологжанин, который любит свой город и знает его». Основным кандидатом на этот пост тогда считался вологжанин Сергей Воропанов, хотя в итоге мэром («сити-менеджером») стал выходец из Череповца Андрей Травников.

### Глава города Вологды
26 сентября 2016 года после перехода органов местного самоуправления Вологды на новую систему управления Юрий Сапожников сложил полномочия председателя Вологодской городской Думы, после чего был избран депутатами на пост Главы города Вологды. В соответствии с новой системой, Сапожников сохранил и депутатский мандат, а на новом посту продолжил руководить депутатским корпусом.
В октябре Юрий Сапожников на шестом месте дебютировал в медиарейтинге глав столиц регионов СЗФО.
Через месяц после избрания Сапожников заявил, что у него в новой должности «прибавилось ответственности, обязанностей, убавилось свободного времени». Тогда же он охарактеризовал себя «неконфликтным человеком».
21 октября 2016 года Юрий Сапожников вошёл в состав правления Союза городов Центра и Северо-Запада России. 29 декабря он стал председателем ассоциации "Совет муниципальных образований Вологодской области". В декабре 2019 года вновь избран председателем АСМО ВО. В январе 2017 года он также стал членом правительства Вологодской области на общественных началах.
В ноябре 2016 года Юрий Сапожников стал финалистом национальной литературной премии «Писатель года-2016» за рассказ «Рэсси».
На выборах 8 сентября 2019 года Юрий Сапожников был вновь избран депутатом Вологодской городской Думы VII созыва по избирательному округу № 1.
20 сентября 2019 года на первой установочной сессии Вологодской городской Думы VII созыва (2019—2024) был избран депутатами на пост Главы города Вологды.